# Belchen (FFH-Gebiet)
Das FFH-Gebiet Belchen in Baden-Württemberg wurde 2005 durch das Regierungspräsidium Freiburg angemeldet. Mit Verordnung des Regierungspräsidiums Freiburg zur Festlegung der Gebiete von gemeinschaftlicher Bedeutung vom 25. Oktober 2018 (in Kraft getreten am 11. Januar 2019) wurde das Schutzgebiet ausgewiesen.

## Lage
Das 2.907 Hektar große Schutzgebiet Belchen liegt am gleichnamigen Berg im Naturraum Hochschwarzwald. Anteile am Gebiet haben mit 86 % der Fläche der Landkreis Breisgau-Hochschwarzwald mit der Gemeinde Münstertal/Schwarzwald und mit 14 % der Landkreis Lörrach mit den Gemeinden  Aitern, Böllen, Fröhnd, Schönenberg, Todtnau, Utzenfeld, Wieden und Kleines Wiesental.

## Schutzzweck

### Lebensraumtypen
Folgende Lebensraumtypen nach Anhang I der FFH-Richtlinie kommen im Gebiet vor:
| EU Code | * | Lebensraumtyp (offizielle Bezeichnung)                                                               | Kurzbezeichnung                         |
| ------- | - | --- | --------------------------------------- |
| 3160    |   | Dystrophe Seen und Teiche                                                                            | Dystrophe Seen                          |
| 4030    |   | Trockene europäische Heiden                                                                          | Trockene Heiden                         |
| 5130    |   | Formationen von Juniperus communis auf Kalkheiden und -rasen                                         | Wacholderheiden                         |
| 6150    |   | Boreo-alpines Grasland auf Silikatsubstraten                                                         | Boreo-alpines Grasland                  |
| 6210    |   | Naturnahe Kalktrockenrasen und deren Verbuschungsstadien (Festuco-Brometalia)                        | Kalk-Magerrasen                         |
| 6230    | * | Artenreiche montane Borstgrasrasen (und submontan auf dem europäischen Festland) auf Silikatböden    | Artenreiche Borstgrasrasen              |
| 6430    |   | Feuchte Hochstaudenfluren der planaren und montanen bis alpinen Stufe                                | Feuchte Hochstaudenfluren               |
| 6510    |   | Magere Flachland-Mähwiesen (Alopecurus pratensis, Sanguisorba officinalis)                           | Magere Flachland-Mähwiesen              |
| 6520    |   | Berg-Mähwiesen                                                                                       | Berg-Mähwiesen                          |
| 7140    |   | Übergangs- und Schwingrasenmoore                                                                     | Übergangs- und Schwingrasenmoore        |
| 7150    |   | Torfmoor-Schlenken                                                                                   | Torfmoor-Schlenken                      |
| 8150    |   | Kieselhaltige Schutthalden der Berglagen Mitteleuropas                                               | Silikatschutthalden                     |
| 8210    |   | Kalkfelsen mit Felsspaltenvegetation                                                                 | Kalkfelsen mit Felsspaltenvegetation    |
| 8220    |   | Silikatfelsen mit Felsspaltenvegetation                                                              | Silikatfelsen mit Felsspaltenvegetation |
| 8230    |   | Silikatfelsen mit Pioniervegetation des Sedo-Scleranthion oder des Sedo albi-Veronicion dillenii     | Pionierrasen auf Silikatfelskuppen      |
| 9110    |   | Hainsimsen-Buchenwald (Luzulo-Fagetum)                                                               | Hainsimsen-Buchenwald                   |
| 9130    |   | Waldmeister-Buchenwald (Asperulo-Fagetum)                                                            | Waldmeister-Buchenwald                  |
| 9140    |   | Mitteleuropäischer subalpiner Buchenwald mit Ahorn und Rumex arifolius                               | Subalpine Buchenwälder                  |
| 9180    | * | Schlucht- und Hangmischwälder (Tilio-Acerion)                                                        | Schlucht- und Hangmischwälder           |
| 91E0    | * | Auen-Wälder mit Alnus glutinosa und Fraxinus excelsior (Alno-Padion, Alnion incanae, Salicion albae) | Auenwälder mit Erle, Esche, Weide       |
| 9410    |   | Montane bis alpine bodensaure Fichtenwälder (Vaccinio-Piceetea)                                      | Bodensaure Nadelwälder                  |

### Arteninventar
Folgende Arten von gemeinschaftlichem Interesse kommen im Gebiet vor:
| Bild                | EU Code | * | Art                 | wissenschaftlicher Name     | Artengruppe           |
| ------------------- | ------- | - | ------------------- | --------------------------- | --------------------- |
| Spanische Flagge    | 1078    | * | Spanische Flagge    | Callimorpha quadripunctaria | Schmetterlinge        |
| Groppe              | 1163    |   | Groppe              | Cottus gobio                | Fische und Rundmäuler |
| Wimperfledermaus    | 1321    |   | Wimperfledermaus    | Myotis emarginatus          | Säugetiere            |
| Bechsteinfledermaus | 1323    |   | Bechsteinfledermaus | Myotis bechsteinii          | Säugetiere            |
| Großes Mausohr      | 1324    |   | Großes Mausohr      | Myotis myotis               | Säugetiere            |
| Grünes Koboldmoos   | 1386    |   | Grünes Koboldmoos   | Buxbaumia viridis           | Moose                 |

### Zusammenhängende Schutzgebiete
Die Naturschutzgebiete Belchen, Nonnenmattweiher und Wiedener Weidberge sind Bestandteil des FFH-Gebiets.